# Марк Фабий Амбуст (консул)
Марк Фабий Амбуст (лат. Marcus Fabius Ambustus; умер предположительно после 325 года до н. э.) — римский политический деятель и военачальник из патрицианского рода Фабиев, консул 360, 356 и 354 годов до н. э. Одержал ряд побед в войнах Рима с этрусками.

## Происхождение
Марк Фабий принадлежал к одному из самых знатных и влиятельных патрицианских родов Рима. Поздние источники возводили родословную Фабиев к сыну Геракла и италийской нимфы, утверждая также, что вначале этот род назывался Фодии (от латинского fodere — рыть), поскольку его представители с помощью ям ловили диких зверей. Антиковед Т. П. Уайзмен назвал это объяснение «достаточно необычным, чтобы быть правдой».
Капитолийские фасты называют преномены отца и деда Марка Фабия — Нумерий и Марк соответственно. Таким образом, его отцом был Нумерий Фабий Амбуст, военный трибун с консульской властью 406 и 390 годов до н. э., один из виновников разгрома Рима галлами в 390 году.

## Биография
Первое упоминание о Марке Фабии в источниках относится к 360 году до н. э., когда он впервые был избран консулом. Занимая эту магистратуру, Марк Фабий командовал в войне с герниками, пока его коллега Гай Петелий Либон Визол воевал с тибуртинцами. Фабий разбил врага в решающем сражении и получил за это овацию.
В 356 году до н. э. коллегой Марка Фабия по консульству был Марк Попиллий Ленат. Амбуст потерпел поражение в первой же схватке с фалисками и тарквинийцами: по словам Тита Ливия, «их жрецы, к великому ужасу римлян, держа перед собой змей и горящие факелы, прошествовали, словно фурии, приведя бойцов в замешательство этим небывалым зрелищем; словно безумные и одержимые, оробелой толпой ввалились они в свой лагерь». Консулу удалось придать своим легионерам мужества и всё-таки разбить противника. Когда в ответ на это поражение против Рима объединились все этруски, сенат назначил диктатора (Гая Марция Рутила).
В 355 году до н. э. Марк Фабий был интеррексом — вторым и последним из восьми, сменявших друг друга.
О коллеге Марка Фабия по третьему консульству нет единого мнения: одни источники Ливия называют патриция Тита Квинкция Пенна Капитолина Криспина, другие — снова плебея Марка Попиллия Лената. В этом году консулы окончательно разгромили тибуртинцев и тарквинийцев; если с первыми обошлись довольно мягко, то жители Тарквиний были поголовно перебиты. 358 самых знатных из них были высечены и обезглавлены на римском форуме.
В 351 году до н. э. Марк Фабий опять был избран интеррексом. Позже сенат назначил его диктатором, чтобы обеспечить избрание консулами двух патрициев, но он потерпел неудачу: одним из победителей на выборах стал Марк Попиллий Ленат, его экс-коллега по консульству.
Античные авторы утверждают, что Марк Фабий был ещё жив в 325 году до н. э. и поддержал сына, Квинта Фабия Максима Руллиана (тогда начальника конницы) в его конфликте с диктатором Луцием Папирием Курсором. Исследователи считают это возможным и обращают внимание на сообщение Плиния Старшего о том, что Амбуст был принцепсом сената: не занимая цензуру, Марк Фабий мог занять столь почётное положение, только став старейшим из консуляров-патрициев.